# 彈道計速器
彈道計速器，或稱彈道計時器，是一種用來測量投射物飛行速度的測量儀器。
班傑明·羅賓斯於1742年發表了彈道擺，由於測量時會將投射物射進擺裡，因此每次只能測量一發。
現代的彈道計速器多用光感測器製成。亦有應用都卜勒雷達與磁場感測器的計速器。